# Landkreis Aue-Schwarzenberg
Landkreis Aue-Schwarzenberg is een voormalig Landkreis in de Duitse deelstaat Saksen. Het had aan de vooravond van zijn opheffing een oppervlakte van 528,32 km² en 127.229 inwoners. Het maakt thans deel uit van het Erzgebirgskreis.

## Geschiedenis
Aue-Schwarzenberg was in augustus 1994 het resultaat van de samenvoeging van de Landkreisen Aue en Schwarzenberg. De eerste maanden heette het Westerzgebirgskreis. Vanaf 1 januari 1995 was de naam Aue-Schwarzenberg in gebruik.
Bij de herindeling van Saksen in 2008 ging het samen met de voormalige Landkreisen  Annaberg, Stollberg en Mittleren Erzgebirgskreis op in het nieuwe Erzgebirgskreis.

## Steden en gemeenten
De volgende steden en gemeenten lagen in het district:
| Steden | Gemeenten |
| --- | --- |
| 1. Aue 2. Eibenstock 3. Grünhain-Beierfeld 4. Johanngeorgenstadt 5. Lauter/Sa. 6. Lößnitz 7. Schneeberg 8. Schwarzenberg/Erzgeb. | 1. Bad Schlema 2. Bernsbach 3. Bockau 4. Breitenbrunn/Erzgeb. 5. Raschau-Markersbach 6. Schönheide 7. Sosa 8. Stützengrün 9. Zschorlau |

In 2019 zijn de gemeenten Aue en Bad Schlema met elkaar gefuseerd.